# Wessex Buccaneers
Gli Wessex Buccaneers sono stati una squadra di football americano di Bournemouth, in Gran Bretagna. Fondati nel 1988 come Bournemouth Buccaneers, con questo nome hanno vinto un Britbowl. Hanno chiuso nel 1995 dopo aver utilizzato per una stagione il nome Wessex Buccaneers.

## Palmarès
- 1 Britbowl (1993)

1. ↑  Non sempre coincidente col titolo di campione britannico, per approfondimenti si veda la pagina Campionato britannico di football americano